# فرانشيسكو كانيس
فرانشيسكو كانيس Francisco Cañes (1730 - 1795 م) هو مستشرق وراهب فرنشسكاني.
من آثاره: قاموس: إسباني ـ لاتيني ـ عربي.